# ヒージャーキッドマン
ヒージャー・キッドマン（1991年12月13日 - ）は、日本の元覆面レスラー。

## 経歴
- 2015年12月26日、琉球ドラゴンプロレスリングネーブルカデナアリーナ大会でレッカとタッグを組んで対首里ジョー&ウルトラソーキ組戦でデビュー。
- 2020年7月31日、引退することを発表[2][3]。

## 得意技
ヒージャーフライ
スワンダイブ式ダイビングボディプレスと同型。
HMB（ヒージャー・マジック・ボム）
スリングショットネックブリーカー
ローリングネックブリーカードロップと同型。
バズソーキック
仰向けになった相手の上半身を起こして相手の左側頭部を振り抜いた右足の甲で蹴り飛ばす。
各種キック

## 入場曲
- 初代 : DOUBLE DEALING WOMAN（紫）
- 2代目 : ヒージャー・キッドマンのテーマ（THE OSAKA BULL(s)）

## タイトル歴
- バトルロイヤル王座「チャンプルー王」